# Miliá (Tripoli, Arcadie)
Pour les articles homonymes, voir Milia.
Miliá (grec moderne : Μηλιά) est une localité située dans le dème de Tripoli, dans le district régional d'Arcadie, dans la périphérie du Péloponnèse, en Grèce.
Selon le recensement de 2021, elle compte 65 habitants.